# Râul Țolici
Râul Țolici este un curs de apă, afluent al râului Topolița. 